# حدود طبيعية
الحدود الطبيعية أو الحدود الفيزيوغرافية هي الحدود التي رُسمت بالاعتماد على بعض الظاهرات الطبيعية للاندسكيب الطبيعي مثل الجبال والأنهار وغيرها، ولذلك أطلق عليها هذا الاسم منسوبة إلى الطبيعة، وذلك في مقابل الحدود الصناعية والهندسية التي اعتمدت رسم خطوط هندسية، أو الحدود التي اعتمدت الفصل بين اللغات أو الأعراق أو الأديان.
ويعتبر بعض الجغرافيين هذا التصنيف غير دقيق في واقع الأمر؛ لأن كل الحدود السياسية من صنع الإنسان، ولذلك فجميعها حدود صناعية.